# 770-talet

## Händelser
- 772 - Lateranen blir medelpunkten för det kyrkopolitiska livet inom kristendomen.
- 774 - Det buddhistiska templet Bulguksa i nuvarande Sydkorea återuppbyggs av Gim Daesong.
- 779 - Försvarsvallen Offa's Dyke byggs på gränsen mellan England och Wales.

## Födda
- 770 – Mikael II, kejsare av Bysantinska riket.
- 771 – Konstantin VI, kejsare av Bysantinska riket.
- 775 – Leo V, kejsare av Bysantinska riket.

## Avlidna
- 770 - Du Fu, kinesisk poet